# Bushmaster ACR
Das Bushmaster ACR (Adaptive Combat Rifle) ist ein US-amerikanisches Sturmgewehr, das von Magpul Industries entwickelt und von Bushmaster Firearms International und Remington Arms produziert wird. Seit 2009 steht das Bushmaster ACR polizeilichen Einsatzkräften und Privatpersonen in halbautomatischer Ausführung zur Verfügung, die militärische Version ist seit Ende 2009 lieferbar. Bushmaster ist überwiegend für den zivilen Markt zuständig, während Remington den Behördenmarkt bedient.

## Entwicklung
Ursprünglich wollten Magpul-Chef Richard Fitzpatrick und seine Mitstreiter Mike Mayberry, Eric und Brian Nakyama sowie Drake Clark nur ein verbessertes M16/AR-15 bauen, als sie ihre Arbeit an der Masada-Studie begannen. Ab Herbst 2006 entstanden auf Basis des AR-180 rechtzeitig zur SHOT Show 2007 sechs Prototypen. In der Szene sorgte das für Furore, denn bis dahin kannte man Magpul vor allem als Zubehör-Lieferanten. Anfang 2008 wurde die Zusammenarbeit in Entwicklung und Produktion mit Bushmaster Firearms International verkündet, da Magpul die Produktionskapazitäten fehlten und sich die Vorstellungen von der neuen Waffe glichen. Mit der Kooperation von Bushmaster Firearms erfuhr die Waffe einige Designänderungen, die Auffälligsten sind der weiter nach vorne verlagerte Ladehebel, die 4-fach-Picatinny-Schienen und die aufklappbare Notvisierung (BUIS).
Das ACR wurde zuerst Magpul Masada (nach der Belagerung von Masada) benannt. Als Bushmaster in die Fertigung einstieg, wurde der Name ACR gewählt.
Zeitweise wurde unter dem Projektnamen Magpul Massoud (nach Ahmad Schah Massoud) an einer 7,62×51-mm-NATO-Variante der Masada gearbeitet; die Waffe schaffte es jedoch nicht zur Serienreife.

## Beschreibung
Das Bushmaster ACR scheint im doppelten Sinne dem Baukastenprinzip zu entsprechen: Einerseits vereint es bewährte Konstruktionsmerkmale verschiedener Waffen seiner Klasse, andererseits setzten die Konstrukteure auf Modularität. Das Funktionsprinzip des Sturmgewehrs gleicht mit seinem Impulskolben und dem über acht Warzen verriegelnden Drehkopfverschluss dem des G36 oder AR-18.
Während andere Hersteller ihre Gehäuse aus Kunststoff fertigen, verwendet Magpul Aluminium. Im Gehäuse sitzen die Stahlführungsschienen, welche an das Gehäuse genietet sind, um den zuverlässigen Lauf der Verschlussgruppe zu gewährleisten und auch der Laufblock aus CNC-gefrästem, wärmebehandelten Stahl, an dem über einen Gewindering der Lauf befestigt wird. Dabei stehen nicht nur unterschiedliche Lauflängen, sondern auch Kaliber zur Auswahl. Der Lauf kann nach Entfernung des Handschutzes in wenigen Sekunden ohne Werkzeug demontiert und durch einen anderen ersetzt werden.

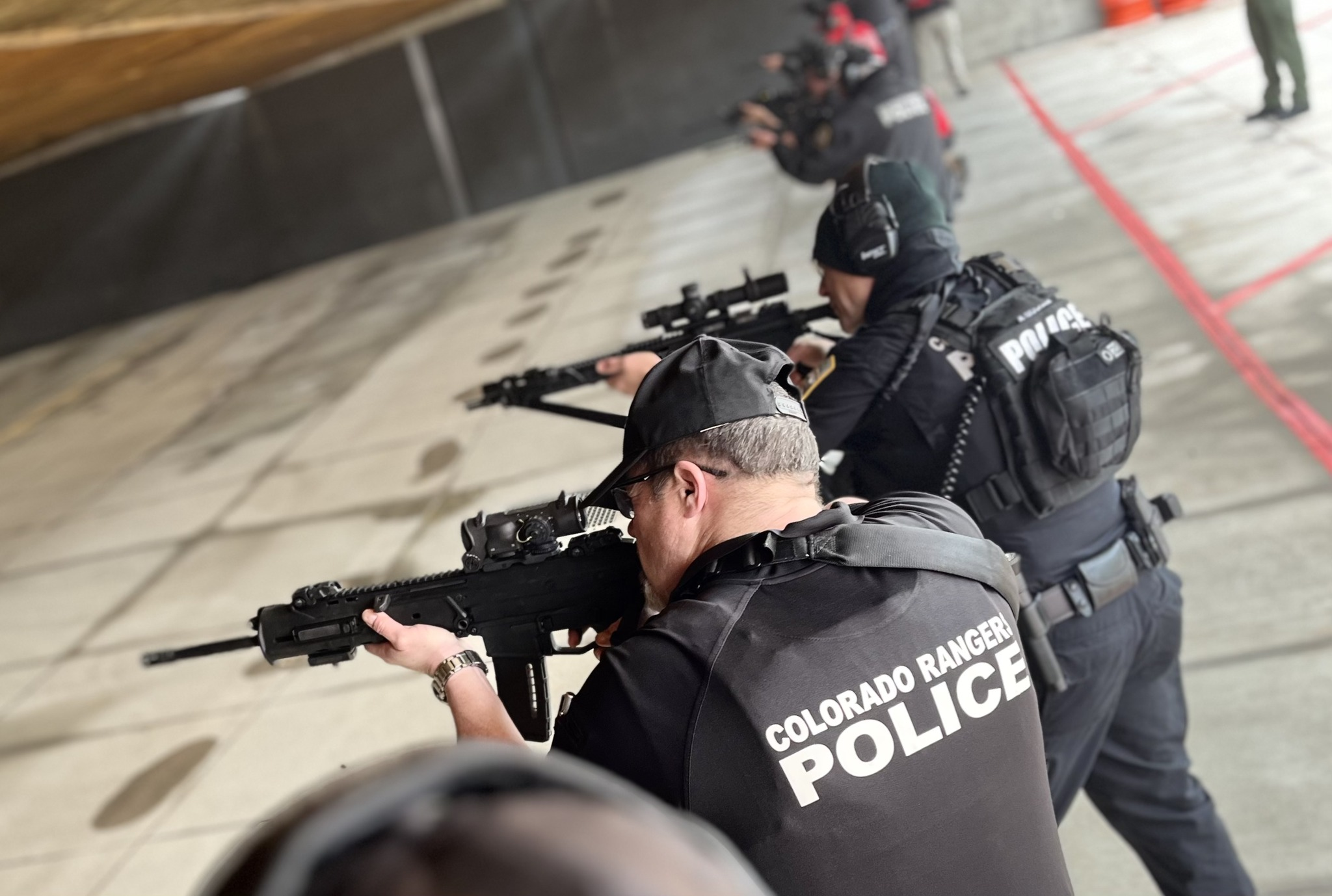
Colorado Ranger mit einem Bushmaster ACR

Griffstück und Magazinschacht, Schulterstütze, Handschutz und Magazin bestehen aus Kunststoff. Dennoch wiegt die Waffe (16,6-Zoll-Lauf) ungeladen 8 lb (3,6 kg).
Die Waffe ist in verschiedenen Farben und Speziallackierungen erhältlich.